# Secretaría de Políticas de Igualdad y Diversidad
La Secretaría de Políticas de Igualdad y Diversidad de Argentina fue una secretaría de estado de la Administración Pública Nacional dependiente del Poder Ejecutivo a través del Ministerio de las Mujeres, Géneros y Diversidad.
Su última titular fue María Cristina Perceval (desde octubre de 2021).
Fue creada en 2019 en una reorganización del gabinete ordenada por el presidente Alberto Fernández. Su función es realizar:

…las políticas y estrategias nacionales de igualdad de oportunidades y derechos con perspectiva de género y de inclusión e integración de la población de lesbianas, gays, bisexuales, travestis, transexuales, transgénero, entre otras identidades (LGBTTT+).
Anexo II, Decreto 50/2019

Fue abolida en 2023, por orden de Javier Milei.

## Estructura
La Secretaría estuvo constituida de la siguiente forma:
- Secretaría de Cambio Climático, Desarrollo Sostenible e Innovación
  - Subsecretaría de Políticas de Igualdad
    - Dirección Nacional de Políticas de Cuidado
    - Dirección Nacional de Articulación de Políticas Integrales de Diversidad

  - Subsecretaría de Políticas de Diversidad
    - Dirección Nacional de Políticas Integrales de Diversidad Sexual y de Géneros

Han sido titulares de la Secretaría:
- Paula Cecilia Merchan (23 de diciembre de 2019-14 de octubre de 2021)[4]
- María Cristina Perceval (14 de octubre de 2021-10 de diciembre de 2023)